# Liste der Burgen, Schlösser, Ansitze und wehrhaften Stätten im Bezirk Oberpullendorf
Diese Liste nennt die Burgen, Schlösser, Ansitze und wehrhaften Stätten im burgenländischen Bezirk Oberpullendorf.
Sie enthält nur solche Anlagen, von denen bauliche Reste oder erkennbare Spuren im Gelände erkennbar sind. Restlos abgekommene Anlagen wurden daher ebenso wenig in diese Liste aufgenommen wie lediglich archäologisch nachgewiesene und aktuell oberflächlich nicht erkennbare Anlagen. Wehrkirchen wurden in die Liste aufgenommen, wenn noch Wehrmauern oder Schießscharten zu erkennen sind.

## Erklärung zur Liste
- Name: Name der Anlage.
- Gemeinde, Adresse, Lage: Zeigt an, in welcher Gemeinde das Gebäude steht; gegebenenfalls auch die Adresse. Geokoordinaten.
- Typ: Es wird der Gebäudetyp angegeben, wie Burg, Festung, Schloss, Gutshof, Wehrkirche, Wallanlage.
- Geschichte: geschichtlicher Abriss
- Zustand: Beschreibung des heutigen Zustands bzw. der Verwendung.
- Bild: Zeigt wenn möglich ein Bild des Gebäudes an.
- Denkmalschutz: Falls unter Denkmalschutz, führt ein Link zum Eintrag in der Denkmalliste.

## Liste
| Name                                                   | Gemeinde, Adresse, Lage                                        | Typ             | Geschichte | Zustand                                                     | Bild | Denkmalschutz |
| ------------------------------------------------------ | -------------------------------------------------------------- | --------------- | --- | ----------------------------------------------------------- | ---- | ------------- |
| Schloss Deutschkreutz                                  | Deutschkreutz Deutschkreutz 93 Lage                            | Schloss         | Burg des 15. Jahrhunderts 1560 zu Schloss umgebaut. 1625 völlig umgebaut. 1945 bis 1955 sowjetische Kaserne.                                                             | erhalten. Museum.                                           |      | 29997         |
| Burgstall Dörfl                                        | Steinberg-Dörfl Donnerskirchen Lage                            | Burgstall       | wohl Vorgängerbau des im 16. Jahrhundert im Dorf errichteten (und im 20. Jahrhundert abgekommenen) Kastells.                                                             | Hausberg erkennbar.                                         |      | nein          |
| Schloss Gálosháza (Nikitsch)                           | Markt Sankt Martin Nikitsch, Hauptstraße 1 Lage                | Schloss         | im 17. Jahrhundert errichtet. 1840 umgebaut. | erhalten.                                                   |      | 30525         |
| Heidenriegel                                           | Markt Sankt Martin östlich von Landsee Lage                    | befestigte Höhe | mittelalterliche Fluchtburg? | von Steinen umgebenes großflächiges Plateau.                |      | nein          |
| Burg Jeva (Ödes Schloss)                               | Weingraben nordwestlich von Weingraben Lage                    | Burg            | Burg in der 2. Hälfte des 13. Jahrhunderts urkundlich erwähnt. | Wall, Graben, geringe Mauerreste.                           |      | nein          |
| Burg Kaisersdorf                                       | Kaisersdorf nordwestlich von Kaisersdorf Lage                  | Burg            | mittelalterliche Burg? | verfallen, geringe Reste.                                   |      | nein          |
| Schloss Kobersdorf                                     | Kobersdorf Kobersdorf, Schlossgasse 29 Lage                    | Schloss         | Wasserschloss 1528 neben einer Burg (die zumindest bis ins 13. Jahrhundert zurückreichte und 1683 zerstört wurde) errichtet. um 1650 erweitert. um 1970 restauriert.     | erhalten.                                                   |      | 30447         |
| Schloss Lackenbach                                     | Lackenbach Lackenbach, Schlossgasse Lage                       | Schloss         | Schloss 1618 errichtet. | erhalten.                                                   |      | 48987         |
| Burg Landsee                                           | Markt Sankt Martin Landsee 176 Lage                            | Burg            | Burg des 12. Jahrhunderts; im 16. und 17. Jahrhundert ausgebaut. Verfall seit 18. Jahrhundert (nach zwei Bränden).                                                       | Ruine                                                       |      | 30424         |
| Turm Langstetten                                       | Neudorf bei Landsee nördlich der Burg Lage                     | Turm?           | mittelalterlich? |                                                             |      | nein          |
| Burg Lockenhaus                                        | Lockenhaus Lockenhaus, Günserstraße 5 Lage                     | Doppelburg      | um 1200 Burg errichtet. 1636 durch unterhalb gelegenes Äußeres Schloss ergänzt. im 19. Jahrhundert ruinös, untere Burg um 1930, obere etwa ab 1970 restauriert.          | restauriert.                                                |      | 30431         |
| Schloss Lockenhaus                                     | Lockenhaus Lockenhaus, Hauptplatz 8 Lage                       | Schloss         | um 1660 als Kloster errichtet. 1868 als Sommerschloss für Familie Esterhazy umgestaltet.                                                                                 | erhalten.                                                   |      | 67019         |
| Komitatsburg Lutzmannsburg                             | Lutzmannsburg Lutzmannsburg, Hofstatt Lage                     | Burg            | Burg des 12. Jahrhunderts um 1300 zerstört. Ringwall von 200 m Durchmesser schützte weiter den Ortskern.                                                                 | Teile des Walls erkennbar.                                  |      | 30449         |
| Schloss Nebersdorf                                     | Großwarasdorf Nebersdorf, Schlossgasse 1 Lage                  | Schloss         | 1771 errichtet. Niedergang nach Zweitem Weltkrieg, ab 1975 teils wiederhergestellt.                                                                                      | erhalten.                                                   |      | 30488         |
| Burg Neckenmarkt (Ekendorf)                            | Neckenmarkt Neckenmarkt, Lange Zeile/Kleiner Hohlweg Lage      | Burg            | im 13. Jahrhundert erwähnt. | Kleiner Hohlweg ist Rest des Burggrabens.                   |      | nein          |
| Wehrkirche Neckenmarkt                                 | Neckenmarkt Neckenmarkt, Kirchenplatz Lage                     | Wehrkirche      | Kirche errichtet mit Schlüsselscharten, Wassergraben. | Schlüssellochschießscharten erhalten.                       |      | 49988         |
| Wehrkirche Ritzing                                     | Ritzing Ritzing, Kirchengasse 12 Lage                          | Wehrkirche      | Kirche von Wehrmauer mit Schlüsselscharten umgeben. | Wehrmauer erhalten.                                         |      | 30688 50134   |
| Kastell Samersdorf                                     | Neckenmarkt Samersdorf Lage                                    | Ansitz          | 1661 errichtet. Brand 1945. | entstellend um-/aufgebaut. an Nordseite Portalgewände 1661. |      | nein          |
| Hausberg Schlösselberg (Burg Frauenbrunn, Burg Buykuk) | Deutschkreutz südlich von Deutschkreutz Lage                   | Burg            | Anfang des 14. Jahrhunderts als Burg Buykuk genannt. zerstört 1327? | Hausberg deutlich erkennbar.                                |      | 8733          |
| Burg Steinberg                                         | Steinberg-Dörfl südwestlich von Steinberg Lage                 | Burg            | Festung der Güns-Güssinger Grafen. 1289 zerstört. | Rundwall erkennbar.                                         |      | nein          |
| Wehrkirche Unterfrauenheit                             | Unterfrauenhaid Unterfrauenhaid, Pfarrplatz 9 Lage             | Wehrkirche      | Kirche von Wehrmauer mit Schlüsselscharten umgeben. | Wehrmauer mit Schlüssellochschießscharten erhalten.         |      | 89429         |
| Hausberg Unterloisdorf (Tabor)                         | Mannersdorf an der Rabnitz nordwestlich von Unterloisdorf Lage | Hausberg        | 1277 Tabor genannt. erhöhter Platz, von Ringwall umgeben. angeblich Standort eines Schlosses bis ins 17. Jahrhundert? dann bis ins 19. Jahrhundert als Friedhof genutzt. | seichter Graben schwach erkennbar.                          |      | nein          |
| Schloss Unterrabnitz                                   | Unterrabnitz-Schwendgraben Unterrabnitz, Am Kastell 2 Lage     | Schloss         | im 17. Jahrhundert zur Befestigung umgebaut. | teilweise erhalten                                          |      | 30819         |